# Aurec
Aurec de Lèir (en francès Aurec-sur-Loire) és un municipi francès situat al departament de l'Alt Loira i a la regió d'Alvèrnia-Roine-Alps. L'any 2007 tenia 5.340 habitants.

## Demografia

### Població
El 2007 la població de fet d'Aurec-sur-Loire era de 5.340 persones. Hi havia 2.159 famílies de les quals 631 eren unipersonals (255 homes vivint sols i 376 dones vivint soles), 688 parelles sense fills, 658 parelles amb fills i 182 famílies monoparentals amb fills.
La població ha evolucionat segons el següent gràfic:
Habitants censats

### Habitatges
El 2007 hi havia 2.593 habitatges, 2.185 eren l'habitatge principal de la família, 190 eren segones residències i 218 estaven desocupats. 1.718 eren cases i 866 eren apartaments. Dels 2.185 habitatges principals, 1.390 estaven ocupats pels seus propietaris, 763 estaven llogats i ocupats pels llogaters i 31 estaven cedits a títol gratuït; 51 tenien una cambra, 154 en tenien dues, 464 en tenien tres, 653 en tenien quatre i 863 en tenien cinc o més. 1.492 habitatges disposaven pel capbaix d'una plaça de pàrquing. A 930 habitatges hi havia un automòbil i a 955 n'hi havia dos o més.

### Piràmide de població
La piràmide de població per edats i sexe el 2009 era:
| Homes | Edats   | Dones |
| ----- | ------- | ----- |
| 0     | 95 o +  | 8     |
| 8     | 90 a 94 | 28    |
| 48    | 85 a 89 | 76    |
| 52    | 80 a 84 | 64    |
| 84    | 75 a 79 | 116   |
| 68    | 70 a 74 | 108   |
| 140   | 65 a 69 | 144   |
| 112   | 60 a 64 | 136   |
| 128   | 55 a 59 | 104   |
| 176   | 50 a 54 | 152   |
| 176   | 45 a 49 | 208   |
| 188   | 40 a 44 | 96    |
| 196   | 35 a 39 | 192   |
| 152   | 30 a 34 | 168   |
| 124   | 25 a 29 | 136   |
| 132   | 20 a 24 | 120   |
| 188   | 15 a 19 | 160   |
| 156   | 10 a 14 | 188   |
| 156   | 5 a 9   | 156   |
| 128   | 0 a 4   | 104   |

## Economia
El 2007 la població en edat de treballar era de 3.251 persones, 2.361 eren actives i 890 eren inactives. De les 2.361 persones actives 2.098 estaven ocupades (1.116 homes i 982 dones) i 263 estaven aturades (113 homes i 150 dones). De les 890 persones inactives 366 estaven jubilades, 267 estaven estudiant i 257 estaven classificades com a «altres inactius».

### Ingressos
El 2009 a Aurec-sur-Loire hi havia 2.298 unitats fiscals que integraven 5.501,5 persones, la mediana anual d'ingressos fiscals per persona era de 17.517 €.

### Activitats econòmiques
Dels 251 establiments que hi havia el 2007, 4 eren d'empreses extractives, 4 d'empreses alimentàries, 4 d'empreses de fabricació de material elèctric, 25 d'empreses de fabricació d'altres productes industrials, 33 d'empreses de construcció, 61 d'empreses de comerç i reparació d'automòbils, 14 d'empreses de transport, 16 d'empreses d'hostatgeria i restauració, 6 d'empreses d'informació i comunicació, 16 d'empreses financeres, 7 d'empreses immobiliàries, 22 d'empreses de serveis, 25 d'entitats de l'administració pública i 14 d'empreses classificades com a «altres activitats de serveis».
Dels 65 establiments de servei als particulars que hi havia el 2009, 1 era una gendarmeria, 1 oficina de correu, 3 oficines bancàries, 3 funeràries, 9 tallers de reparació d'automòbils i de material agrícola, 1 autoescola, 2 paletes, 5 guixaires pintors, 5 fusteries, 5 lampisteries, 5 electricistes, 1 empresa de construcció, 4 perruqueries, 12 restaurants, 4 agències immobiliàries, 1 tintoreria i 3 salons de bellesa.
Dels 17 establiments comercials que hi havia el 2009, 2 eren supermercats, 1 una botiga de més de 120 m², 2 fleques, 1 una carnisseria, 1 una llibreria, 3 botigues de roba, 2 botigues d'equipament de la llar, 1 una botiga de mobles, 2 drogueries i 2 floristeries.
L'any 2000 a Aurec-sur-Loire hi havia 20 explotacions agrícoles que ocupaven un total de 455 hectàrees.

## Equipaments sanitaris i escolars
El 2009 hi havia 2 farmàcies i 2 ambulàncies.
El 2009 hi havia 1 escola maternal i 2 escoles elementals. Aurec-sur-Loire disposava de 2 col·legis d'educació secundària amb 373 alumnes.

## Poblacions més properes
El següent diagrama mostra les poblacions més properes.